# Château de Barrière
Ne doit pas être confondu avec Château Barrière.
Le château de Barrière est un château situé sur la commune de Villamblard en Dordogne.

## Historique
Un château devait déjà exister en 848, au moment des attaques de vikings, auprès duquel des habitants se sont regroupés. Il devait protéger la route reliant Agen à Périgueux via Bergerac. Les vikings ont saccagé le château de Montréal en remontant la Crempse. Une église a été construite au Xe siècle.
Le Périgord fait partie du duché d'Aquitaine. Par le mariage d'Aliénor d'Aquitaine avec Henri de Plantagenêt, en 1152, l'Aquitaine devint anglaise quand ce dernier devint roi d'Angleterre, en 1154.
La famille Barrière était établie au château Barrière de Périgueux. Le plus ancien membre connu est Foucaud de Barrière qui est cité en 1190. Le château de Villamblard est pris aux Anglais par un chevalier, Foucaud de Barrière, qui chassa, plusieurs fois, les Anglais, de Périgueux. Il prit le château de Villamblard aux Anglais. La famille Barrière a été l'alliée des comtes de Périgord dans leur conflit avec les bourgeois du Puy-Saint-Front.
Le château actuel a commencé à être construit par la famille de Barrière au XIIIe siècle, avec un donjon entouré de douves taillées dans le rocher et alimentées par une source. Ce château est attesté en 1312. Au XIVe siècle, Villamblard dépend de la châtellenie de Grignols appartenant à la maison de Taillefer qui comprenait dix paroisses : Bourron, Bruc, Grun, Jaure, Manzac, Neuvic, Saint-Léon, Saint-Paul-de-Serre, Vallereuil et Villamblard. Des coutumes ont été accordées aux habitants de cette châtellenie en 1312 et, confirmées en 1390, par Hélie III de Taillefer, seigneur de Grignols et de Chalais,,.
Anne de Barrière est la fille et héritière de Boson de Barrière et de Marie de Fayolle (vers 1415-1508), mariée le 26 janvier 1448/1449 avec Bardin de Lur, chevalier, co-seigneur de Freyssinet (Saint-Priest-Ligoure), fils de Bertrandon de Lur et de Marie de Couderc, dame de Treignac. La famille de Lur devient seigneur du château Barrière.
Le château a été transformé au XVe et XVIe siècles.
Bertrand II de Lur, vicomte de Roussille, seigneur de Longa, Barrière, Villamblard, en partie de Freyssinet, gentilhomme ordinaire de la chambre du roi. Le 18 juin 1541, il a fait l'acquisition de la justice haute, moyenne et basse des paroisses de Villamblard, de Jaure et du village de Breuil, à Julien de Talleyrand, prince de Chalais et seigneur de Grignols, auquel il avait prêté 4 000 livres, pour retirer cette terre, vendue par un pacte de rachat à Jean de Calvimont, second président du parlement de Bordeaux, avec lequel il était en procès, à ce sujet, au conseil du roi. Il s'est marié par contrat du 20 juillet 1527 avec Jeanne de Cardaillac. Avec la dot de 10 000 livres il a acheté la terre de Roussille et d'autres biens fonds. Dans le testament qu'il a rédigé, le 31 août 1556, à Longa, il a assuré à Jeanne de Cadaillac la jouissance et l'usufruit de tous ses biens tant qu'elle vivrait en viduité. Il est mort en 1558. C'est à la suite de ce décès qu'a été fait l'inventaire du château-Barrière de Villamblard, en 1559. Jeanne de Cardaillac a fait son testament le 16 août 1575. Jeanne de Cardaillac, proche de Jeanne d'Albret était devenue protestante et a transformé la chapelle du château en un temple. Elle aurait reçu Calvin au château et subi un siège peu après. Dans son testament, elle a légué 200 livres pour construire un temple à Villamblard.
Leur fils, Michel de Lur, vicomte de Roussile, seigneur de Longa, de Saint-Louis-en-l'Isle, de Barrière, de Villamblard, de la Sauvetat-Grasset, et en partie de Mussidan, chambellan du roi de Navarre, s'est marié par contrat du 8 août 1572 avec Anne Raguier d'Esternay. Ces fils étant morts jeunes et sans héritiers, sa fille Anne de Lur a été son héritière. Elle s'est mariée par contrat du 13 décembre 1599 avec Daniel de Taillefer, écuyer, seigneur de Châteaumerle. Elle a survécu à son mari et a fait son testament en 1641 dans lequel elle a précisé que son mari avait commencé à faire construire un temple pour ceux de la R.P.R. Elle est morte avant le 12 novembre 1644. C'est à la suite de cette alliance que la famille de Taillefer a hérité des terres de Freyssinet en Limousin, de la vicomté de Rousille, des seigneuries de Barrière et de Villamblard.

Le château a subi un siège en 1591 qui a été célébré dans une chanson :
Bravé châteou de Villamblard,
Ah ! bé sès-tu fort de murailles !
Tréis jours, tréis nets fus canouné
Sans y fairé aucun doumagé.
Mas quant au quatré sé vengué,
Lo pus n'auto tour tomb'à terro, etc.
Daniel de Taillefer a agrandi et restauré le château qui avait été éprouvé par les guerres de religion à partir de 1619. Il a fait construire un grand corps de logis sur de vieilles masures qui était terminé par une grosse tour carrée. En 1632, le château consistant en deux grosses tours rondes du côté du levant réunies par un grand corps de logis.
L'historien du Périgord, Henry François Athanase de Taillefer, dit Wlgrin de Taillefer (il a repris le nom de son ancêtre Wlgrin, comte d'Angoulême et du Périgord. Wlgrin se prononce "Woulgrin"), est né au château, en 1761. Il a dû émigrer en Allemagne pendant dix ans avant de revenir en France pour se mobiliser pour la préservation du patrimoine gallo-romain de Périgueux. Il a publié les deux tomes des Antiquités de Vésone, en 1821 et 1826. Il est mort en 1833.

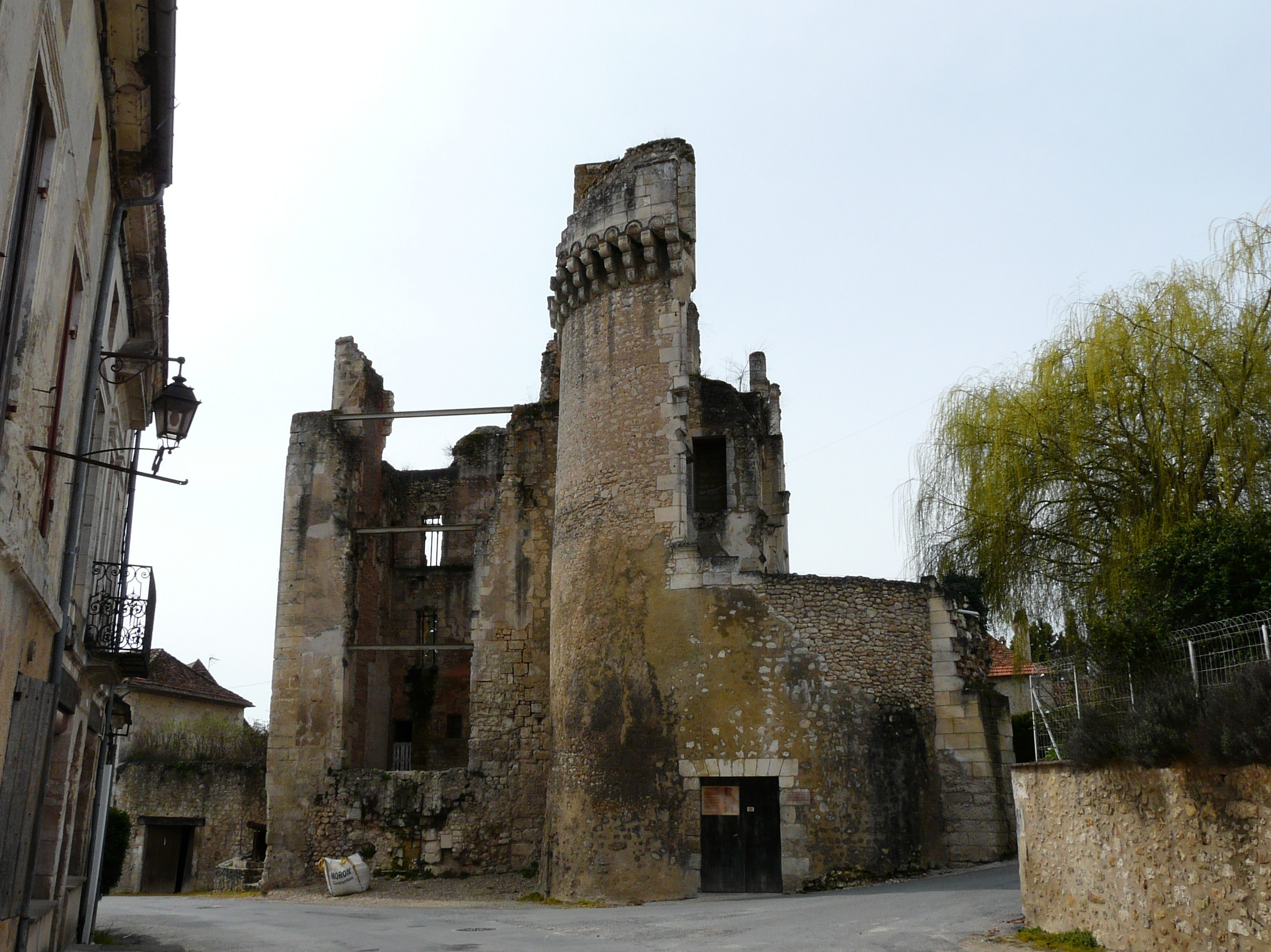
La tour ronde et la brèche dans sur la route.

La famille de Taillefer a conservé le château jusqu'à la Révolution. Les métairies furent vendues comme biens nationaux. Il servit alors de carrière de pierre. Le château fit vendu par le comte de Taillefer en 1809. La famille Murat l'a donné à la commune, en 1824. Du logis Renaissance, il ne reste plus que la cave. La grosse tour Sud-Ouest a été partiellement démolie pour laisser le passage à une rue vers 1860. Un incendie a ravagé la propriété en 1898. La tour de la chapelle s'est effondrée en 1980.
Des travaux de consolidation ont été entrepris par la commune depuis les années 2000. Les planchers du logis nord et du donjon ont été rétablis ainsi qu'un escalier. La commune prévoit de fermer la brèche de la façade donnant sur le bourg. Une association Wlgrin de Taillefer a été créée en 1996 pour la promouvoir la connaissance et la sauvegarde du patrimoine du pays de Villamblard.

## Protection
Le château est inscrit au titre des monuments historiques par arrêté du 24 juin 1948.

## Description
Les vestiges du château restaurés et aménagés au cours des années 2010 forment un ensemble ouvert au public en visite libre ou guidée.
Des meubles anciens, des ustensiles de cuisine et un ensemble de plaques de cheminées du XVIe siècle au  XVIIIe siècle y compris de l'époque révolutionnaire sont présentés dans des salles sur plusieurs niveaux. Une petite cave, seul élément datant de l'origine du château, est accessible.

Intérieur du château
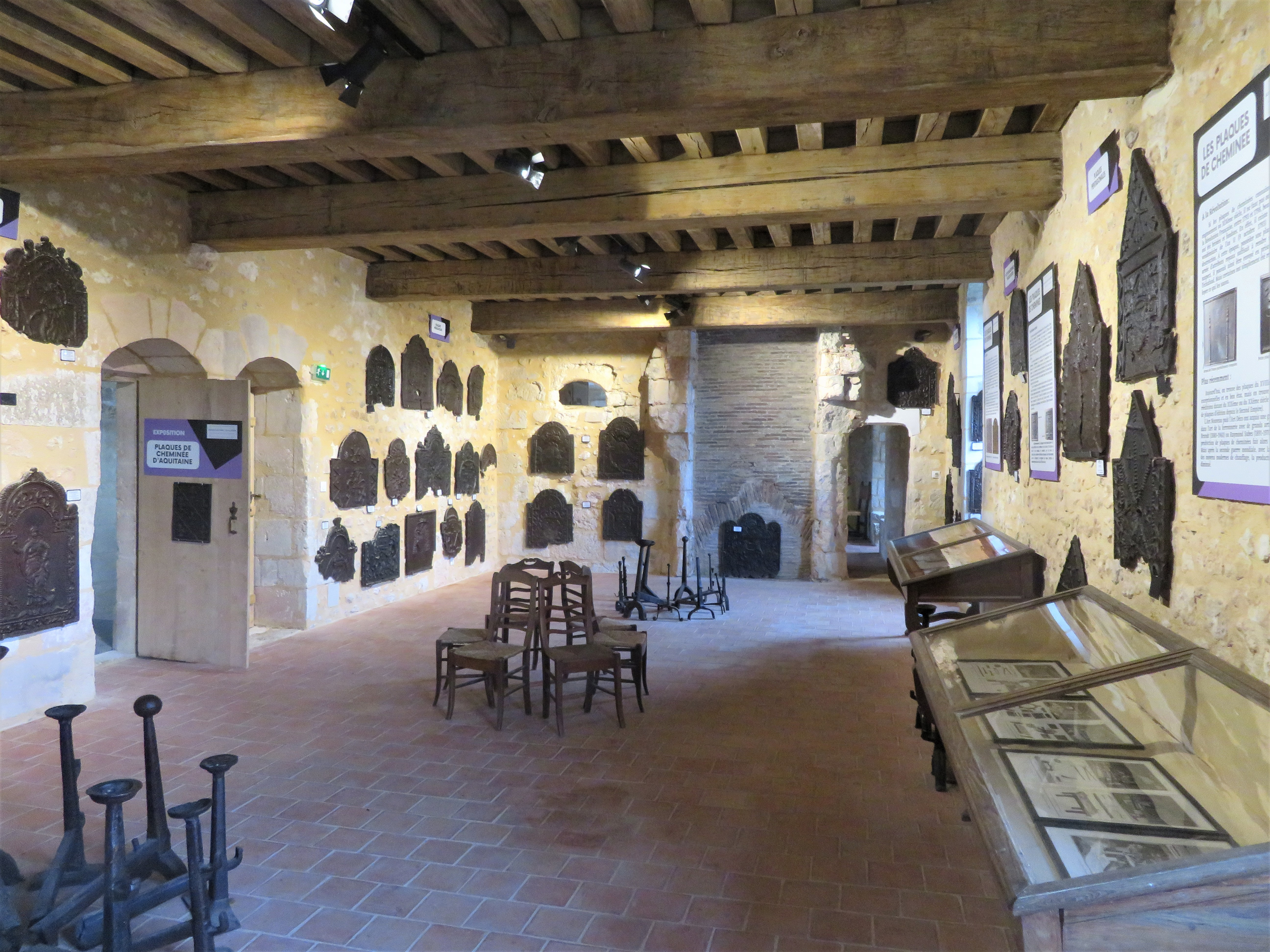
Salle du château de Barrière.
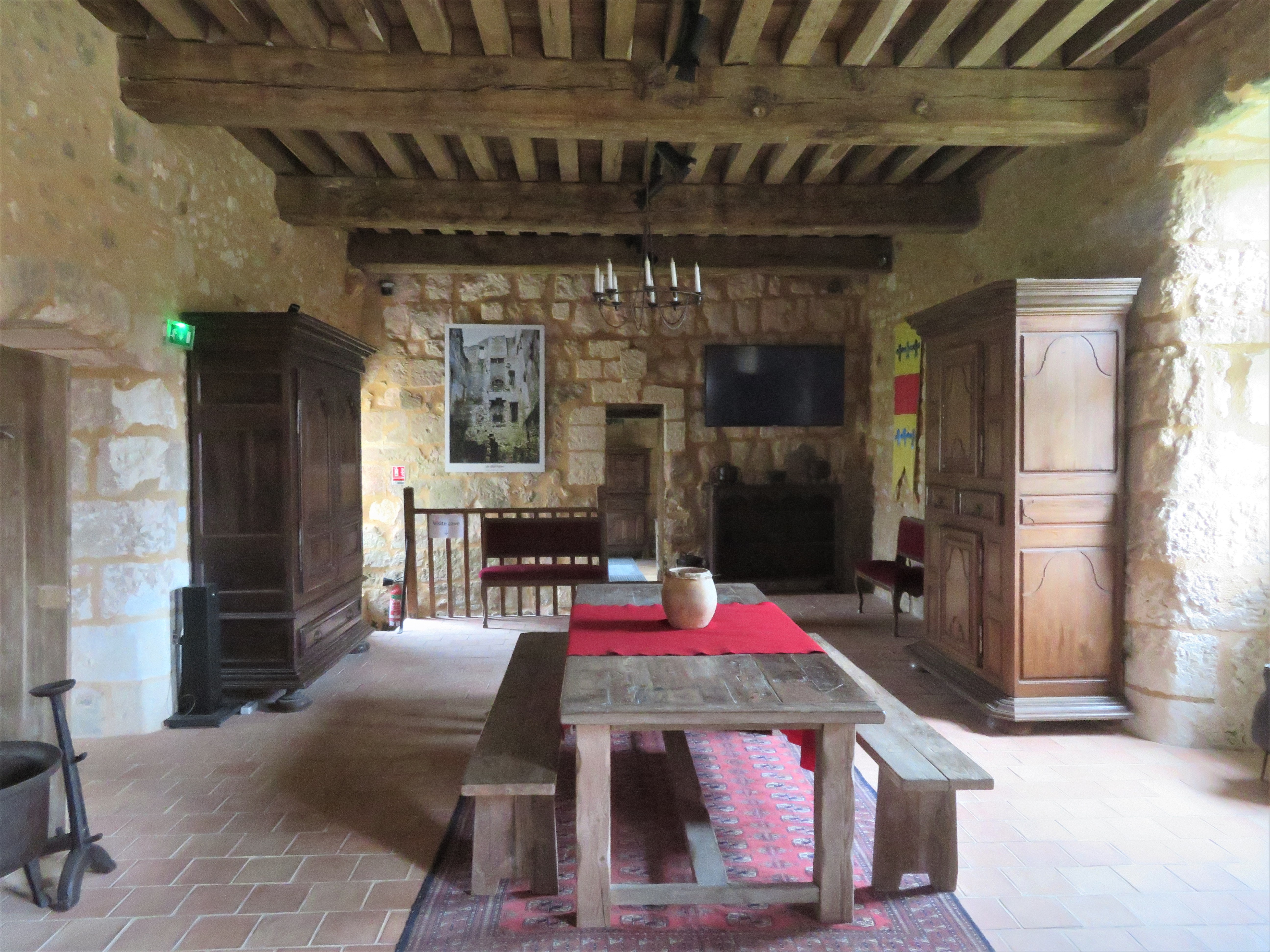
Salle rez-de-Chaussée du château de Barrière.
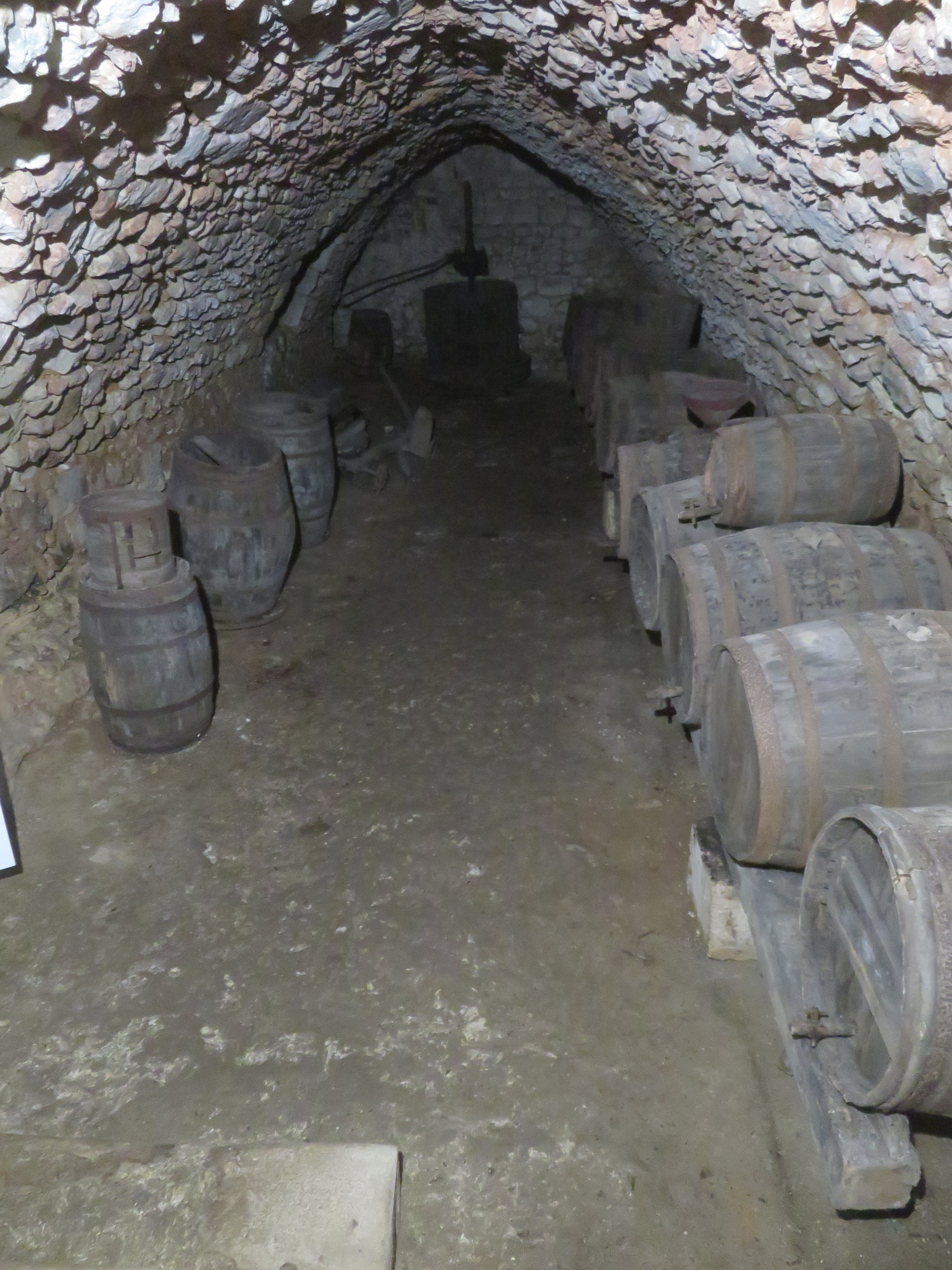
Cave du château de Barrière.

Plaques de cheminée
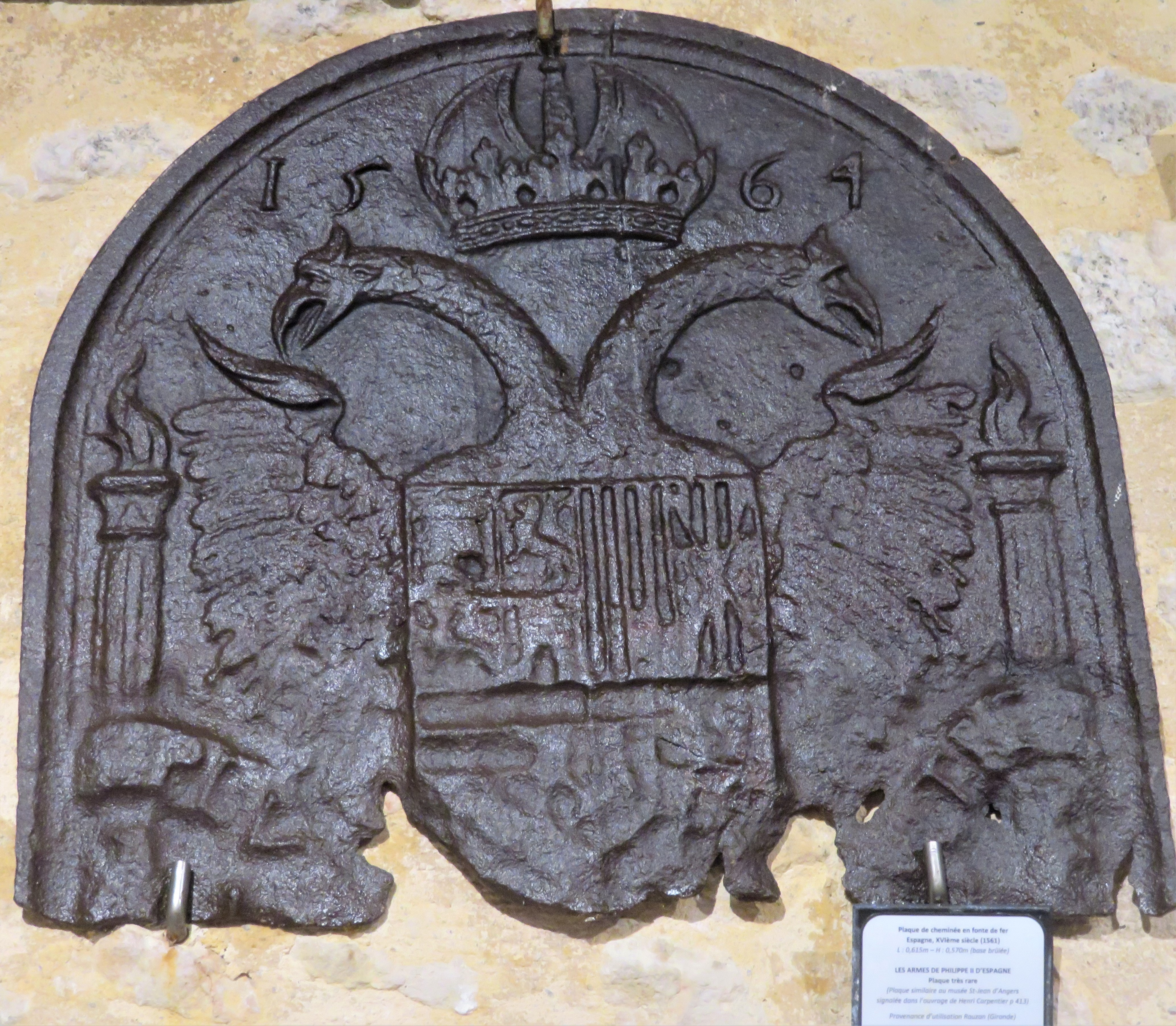
Armes de Philippe II d'Espagne (1561).
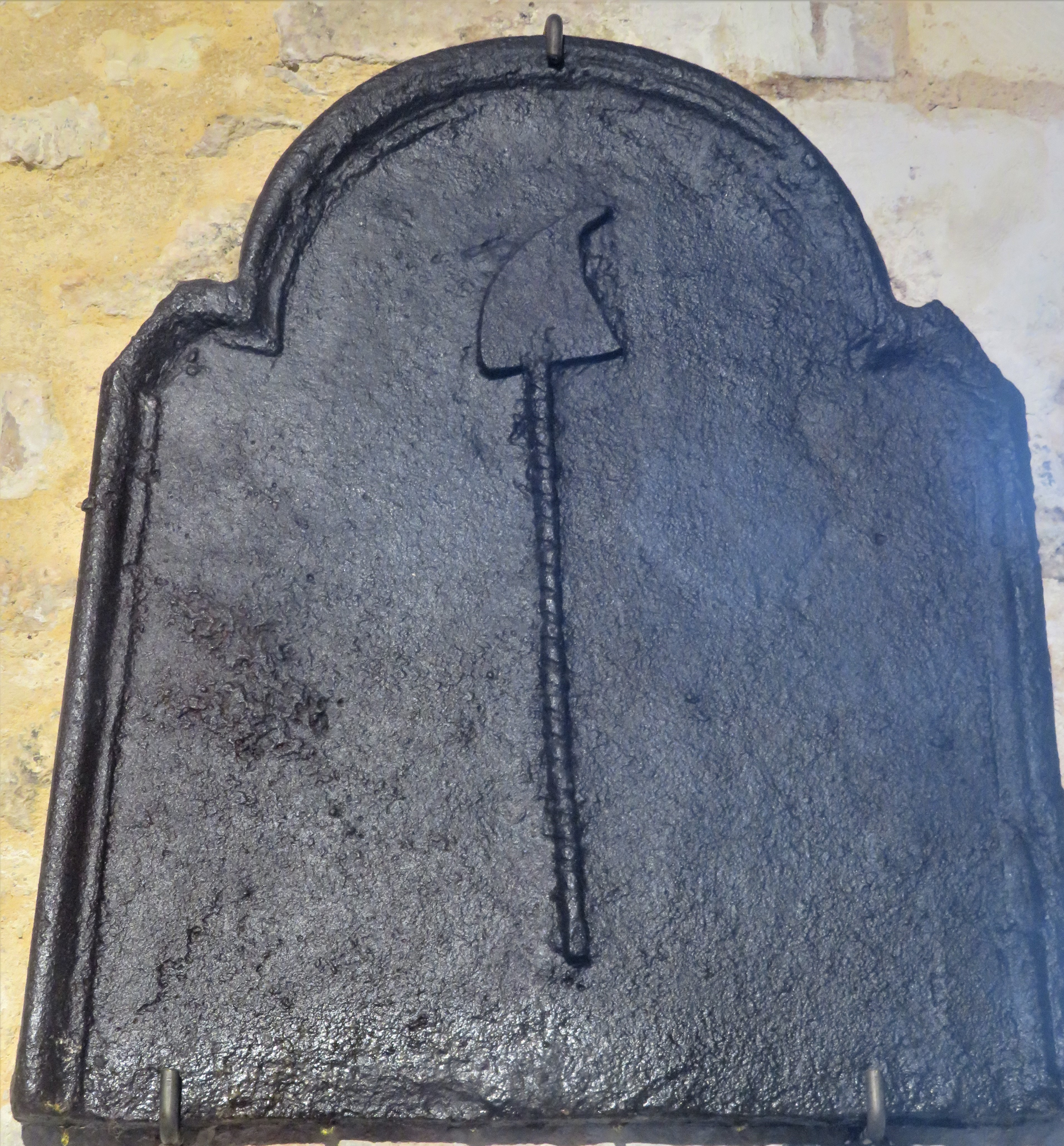
Plaque d’époque révolutionnaire avec bonnet phrygien et pique enrubannée.
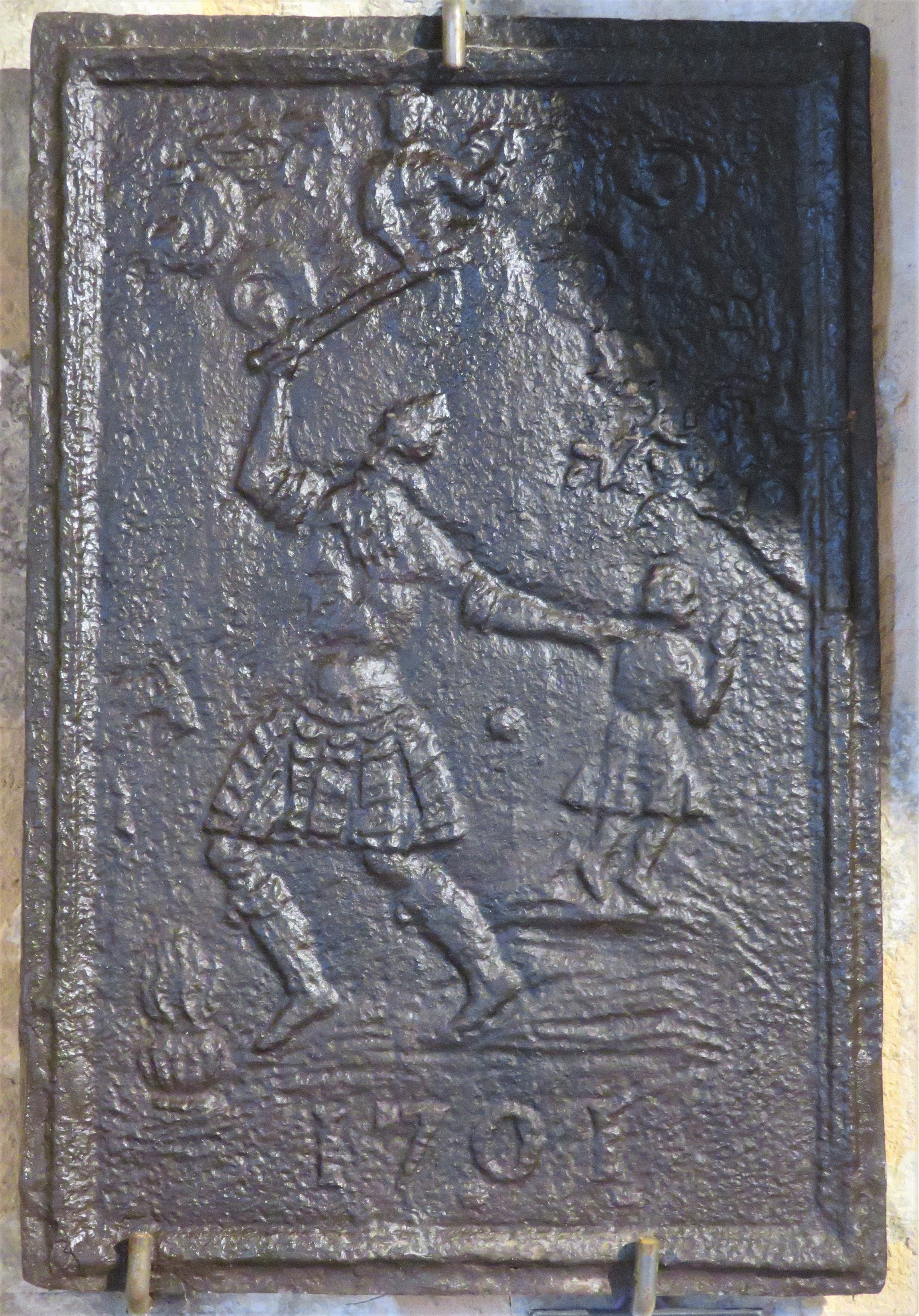
Le sacrifice d'Abraham.